# حبیب حبیبو
حبیب حبیبو (انگلیسی: Habib Habibou؛ زادهٔ ۱۶ آوریل ۱۹۸۷) بازیکن فوتبال اهل جمهوری آفریقای مرکزی است.
از باشگاه‌هایی که در آن بازی کرده‌است می‌توان به باشگاه فوتبال خنت، باشگاه فوتبال استوا بخارست، باشگاه فوتبال لیدز یونایتد، باشگاه فوتبال غازی عینتاب‌اسپور، باشگاه فوتبال لانس، باشگاه ورزشی القطر، باشگاه فوتبال رن، ای‌اف‌سی توبیز، باشگاه فوتبال رویال شارلوا، باشگاه فوتبال لوکرن اوست والاندرن، باشگاه فوتبال مکابی پتخ تیکوا، و باشگاه فوتبال زولته وارخم اشاره کرد.
وی همچنین در تیم ملی فوتبال جمهوری آفریقای مرکزی بازی کرده‌است.